# PlayStation 2
De PlayStation 2 (kortweg PS2) is een spelcomputer van Sony Computer Entertainment, die op 4 maart 2000 werd uitgebracht in Japan. In de Verenigde Staten op 26 oktober 2000, en in Europa op 24 november 2000. De PlayStation 2 is opvolger van de originele PlayStation.

## Kenmerken
De komst van de PlayStation 2 zette computerspellen in een veel breder perspectief. De PlayStation 2 heeft ten opzichte van de PlayStation onder andere betere graphics, een snellere engine en de mogelijkheid om dvd's, cd-roms en cd's af te spelen. De discs waarop PlayStation 2-spellen werden uitgebracht weken echter af van de standaard. De PlayStation 2 kan alleen dit soort discs lezen, zodat men geen gebruik kan maken van illegale kopieën of zelfgemaakte software (ook wel homebrew).
De PlayStation 2 is ook compatibel met de PlayStation-/PS One-geheugenkaarten (in combinatie met een PlayStation-/PS One-spel) en PlayStation-/PS One-controllers. Door middel van een ethernetmodem (beter bekend als Network Adapter) is het mogelijk om bepaalde spellen online te spelen tegen andere PlayStation 2-gebruikers. De ethernetmodem werd naderhand uitgebracht en kan in de expansion bay achter in de PlayStation 2 bevestigd worden. Door middel van iLink kan met maximaal vijf andere PlayStations (met tv's) een LAN worden aangelegd, waardoor spellen met meerdere personen tegelijk gespeeld kunnen worden. Een andere technologie, USB, maakt het gebruik van extra randapparatuur (Dansmat, EyeToy) mogelijk. Zo heeft de PlayStation 2 ook een Digital Out (voor surround sound) en een IEEE 1394-poort, die in latere modellen van de PlayStation 2 (vanaf model SCPH-50000) werd vervangen door een infraroodontvanger. De PlayStation 2 is door dit alles niet alleen een spelcomputer, maar ook een entertainmentsysteem.

### Concurrentie
Na de release moest de PS2 concurreren met de Sega Dreamcast, en later met de Nintendo GameCube en Microsoft Xbox. Door het succes van de PS2 kwam Sega in de problemen en kondigde het einde van de Dreamcast aan. Van de GameCube en Xbox had de PS2 de minst sterke specificaties, maar had een flinke voorsprong door de al verkochte aantallen en de ingebouwde dvd-speler. Ook de nadruk op de online speelmogelijkheden zorgde voor sterke verkopen.

### Uitvoeringen
De PlayStation 2 was te koop in drie uitvoeringen: De originele zwarte uitvoering, een satijnzilveren uitvoering en de aqua-uitvoering (beperkte oplage). Zo zijn er nog meer uitvoeringen, zoals een lichtgele en een donkerblauw/doorzichtige PlayStation 2, maar deze zijn zeldzaam. De zilveren en aqua-versies werden later uitgebracht en waren vanaf het begin al uitgerust met een infraroodontvanger. De zilveren uitvoering werd vooral ontwikkeld om de PlayStation 2 te laten passen bij het interieur of andere zilverkleurige apparatuur. De aqua-versie van de PlayStation 2 heeft een stillere ventilator vergeleken met de andere uitvoeringen en de mogelijkheid om dvd-r/rw's af te spelen. Voor de speciale uitvoeringen van de PS2 is ook randapparatuur beschikbaar in bijbehorende kleur.
Sinds 2004 is er een slimline-versie van de PlayStation 2 op de markt. Deze versie is slechts 2,5 cm dik en heeft geen cd-lade meer. Ook de voeding zit er los bij. Wel heeft de slimline-PlayStation 2 een netwerkkaart aan boord. Er bestaat ook een zilveren slimline-PlayStation 2. Deze is exact hetzelfde als de zwarte slimline-PlayStation 2, alleen is deze zilver.
Op 2 november 2007 maakte Sony bekend een vernieuwde slimline-PlayStation 2 (SCPH-90000) uit te gaan brengen. Het nieuwe model is nog kleiner dan de slimline-PlayStation 2 en heeft een interne voeding.

### Einde productie
Op 28 december 2012 stopte Sony na bijna 13 jaar met de productie van de PlayStation 2 in Japan, een van de langste productiejaren voor een spelcomputer. In 2006 werd de PS2 opgevolgd door de PlayStation 3. Ondanks dat bleef de PlayStation 2 nog ongekend populair en volop in productie.

### Best verkochte spelcomputer
De PlayStation 2 was lange tijd de best verkochte spelcomputer wereldwijd, waarvan er ruim 160 miljoen exemplaren in productietijd zijn verkocht. Er zijn ruim 3800 speltitels uitgebracht die 1,5 miljard keer werden verkocht. De titel is in 2012 overgenomen door de Nintendo DS die ruim 153 miljoen keer is verkocht.

## Reclamecampagnes
De opvallende reclamecampagnes van PlayStation droegen bij aan de populariteit van deze spelcomputer. Een overzicht van de reclamecampagnes voor de PlayStation 2:
The Third Place (2000)
Volgens de Third Place is er ver weg van huis en kantoor een andere plaats waar je echt helemaal jezelf kunt zijn, vrij bent om je fantasieën uit te leven en nieuwe ervaringen op te doen. Iedereen heeft zijn eigen Third Place. Voor de één een puzzel, voor de ander een nog onontdekt oord of gewoon een uitdaging. Dit soort superpersoonlijke visioenen kunnen worden ontdekt op de manier waarop we onze tijd het liefst besteden. Deze filosofie was in 2000 de rode draad van de Third Place-campagne.
Emotions (2002)
Met deze campagne probeert PlayStation met je gevoelens te communiceren en is gebaseerd op de emoties die je tijdens het spelen van computerspellen ervaart. In de kunstzinnige reclamespots wordt de 'clash of emotions' in beeld gebracht.
Fun, anyone? (2003)
Deze campagne is gebaseerd op het plezier dat je kunt beleven buiten het spelen van computerspellen, en de overeenkomsten tussen dit soort plezier en het plezier dat je terugvindt in een computerspel. Zo staat de reclamespot 'Mountain', met een klimmende massa mensen, symbool voor het hoogste level halen, maar ook voor het falen en de ambitie om weer opnieuw te beginnen.

## Technische specificaties

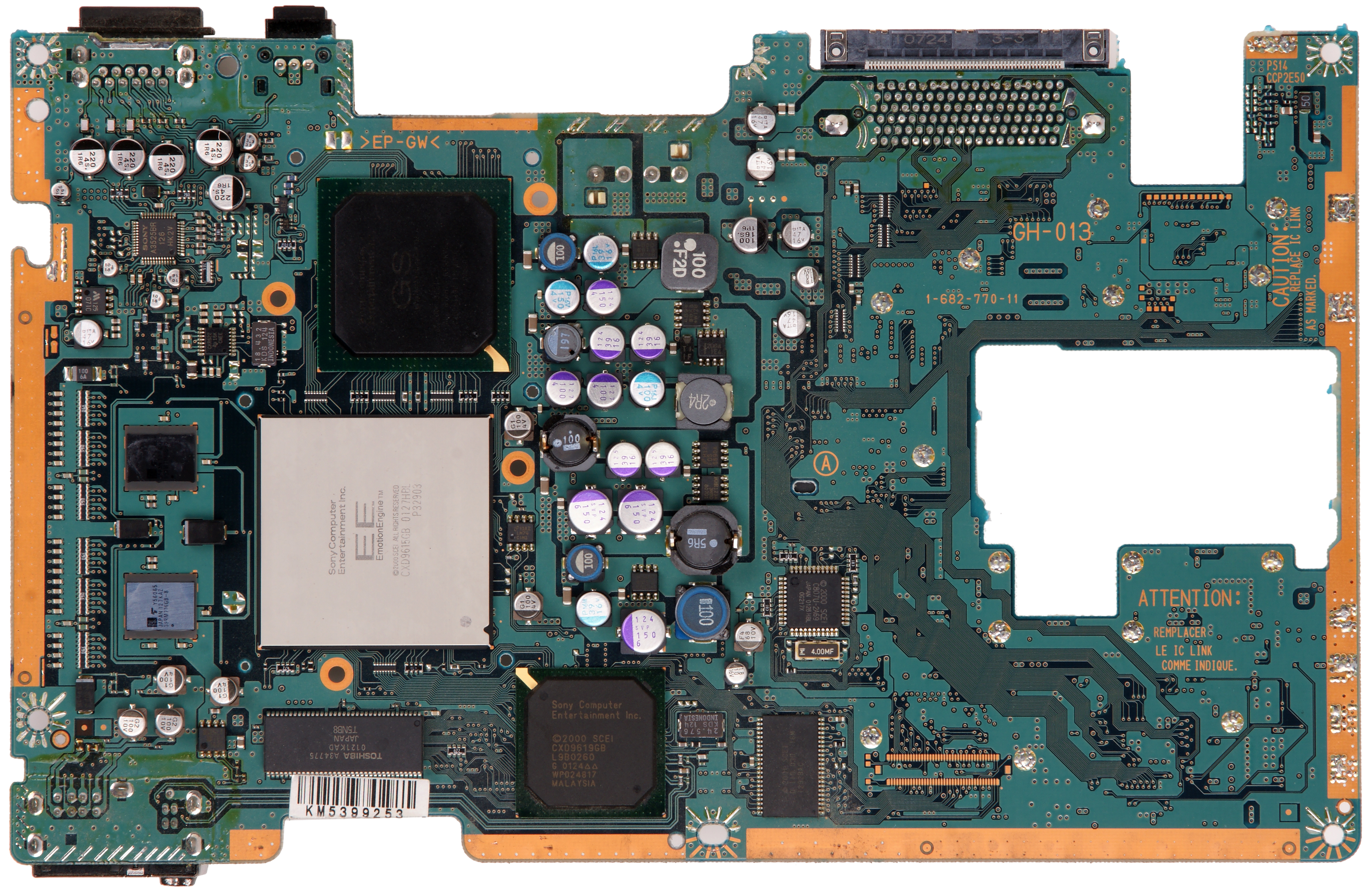
Het moederbord van de PlayStation 2

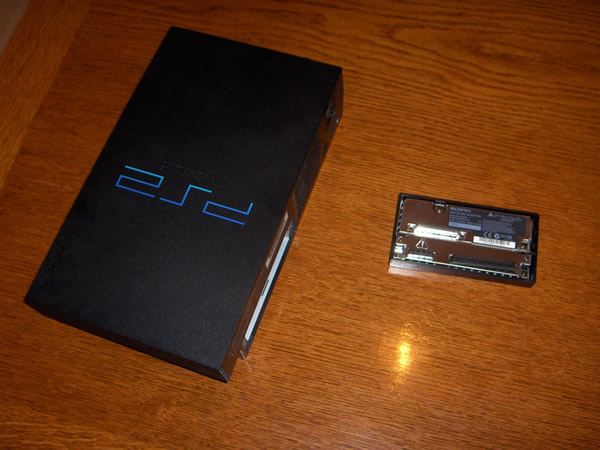
Console + losgekoppelde adapter

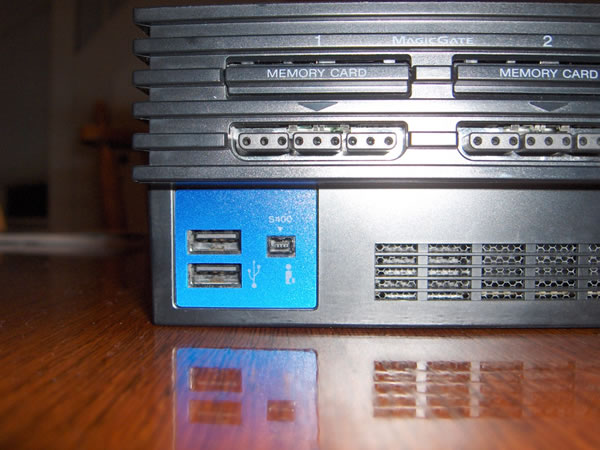
Aansluitingen voorzijde

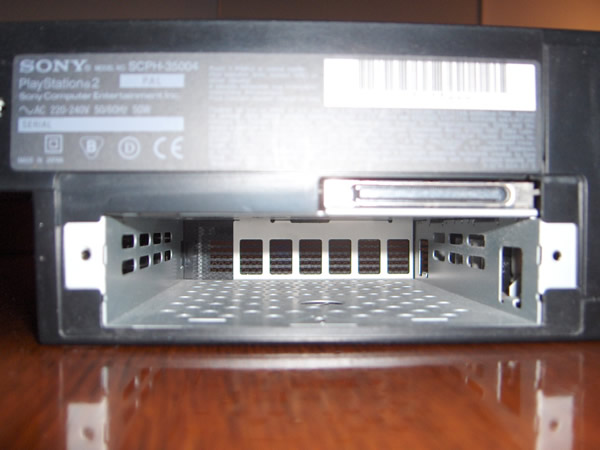
Lege expansion bay

| Processor (128 bit Emotion Engine) |                                             |
| Klokfrequentie processor           | 294,912 MHz                                 |
| Cachegeheugen                      | Instructies 16 kB, Data 8 kB + 16 kB (ScrP) |
| Geheugen                           | 32 MB                                       |
| Bandbreedte geheugenbus            | 128 bit DMA                                 |
| Numerieke co-processor             | 2 parallelle vectoreenheden                 |
| Floating point-rekenvermogen:      | 6,2 GFLOPS                                  |
| 3D CG geometrische transformatie:  | 66 miljoen polygonen per seconde            |
| Gecomprimeerde beelddecoder        | MPEG-2                                      |

| Graphics synthesizer    |                 |
| Systeem-klokfrequentie  | 147 MHz         |
| Chipgeheugen            | 4 MB DRAM       |
| Bandbreedte framebuffer | 38,4 GB/sec     |
| Schrijfsnelheid pixels  | 2,4 Gpixels/sec |

| Input / Output |                                  |
| CPU-kern       | Verbeterde PlayStation-processor |
| Klokfrequentie | 37.5 MHz                         |
| IOP-geheugen   | 2 MB                             |
| Sub Bus        | 32-bit                           |

| Geluid           |                                  |
| Geluidskaart     | 48 kanalen, met 3D Surroundsound |
| Geluidsgeheugen  | 2 MB                             |
| Outputfrequentie | Maximaal 48 kHz. (DAT kwaliteit) |

| DVD                    |                                                       |
| Maximale schijfgrootte | Dubbelzijdig 9 GB Dual Layer                          |
| Apparaatsnelheid       | dvd-rom - Snelheid ong. 4× cd-rom - Snelheid ong. 24× |

| Interface                                  |
| USB-poorten ×2                             |
| Controlleraansluiting ×2                   |
| MEMORY CARD (geheugenkaart)-aansluiting ×2 |
| Optische Digitale Output                   |
| Netwerkadapter                             |

Spelcomputers · Draagbare spelcomputers (Lijst van draagbare spelcomputers)